# بات ويلسون
بات ويلسون (بالإنجليزية: Pat Wilson)‏ هي صحفية ومغنية أسترالية، ولدت في 11 يونيو 1948.

## وصلات خارجية
- بات ويلسون على موقع IMDb (الإنجليزية)
- بات ويلسون على موقع ميوزك برينز (الإنجليزية)